# 타인종 효과

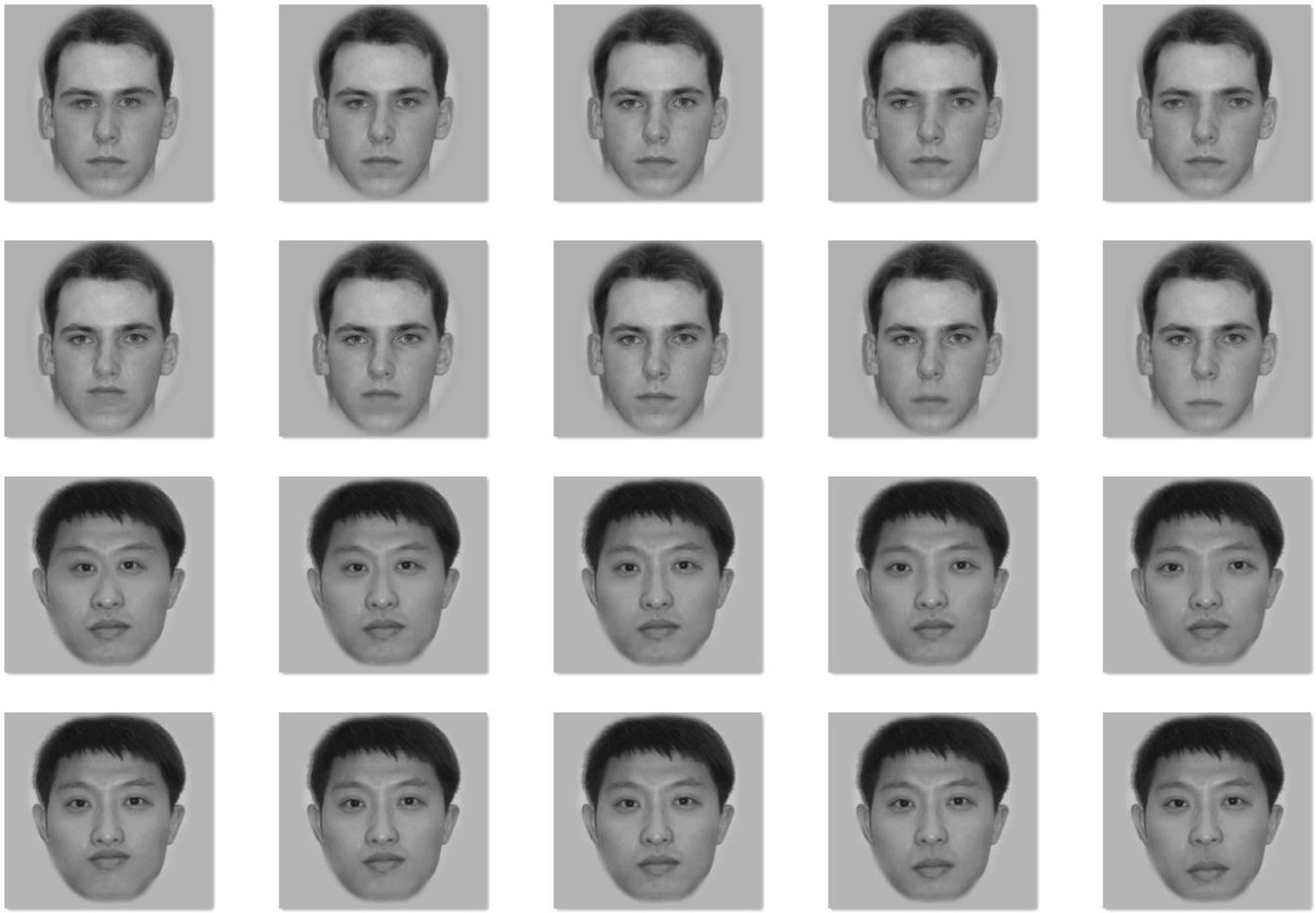
타인종 효과 실험에 사용된 연구 샘플의 예시

타인종 효과(他人種 效果, 영어: cross-race effect) 혹은 다른 인종 효과(영어: other race effect)는 자신과 같은 인종의 얼굴을 더 잘 구별하고 다른 인종의 얼굴은 잘 구별하지 못하는 현상을 말한다. 타인종 효과는 1914년 미국 하버드대학교의 심리학자인 구스타프 페인골드(Gustave A. Feingold)에 의해 처음 제시되었다. 타인종 효과의 발생 이유는 정확히 특정되지 않았으나 특정 인종의 노출 빈도수와 인종적 편견에 의해 발생하는 것으로 확인된다. 환경이 변화하여 특정 인종에 대한 생소함이 감소한다면 타인종 효과 역시 줄어든다.

## 역사
타인종 효과는 1914년 미국 하버드대학교의 심리학자인 구스타프 페인골드(Gustave A. Feingold)에 의해 처음 제시되었으며, "미국 형법과 범죄학연구소 저널"에 발표된 페인골드의 논문에서 아시아인은 백인들을 잘 구분하지 못하고 반대로 백인은 아시아인들을 잘 구별하지 못한다는 두 인종간의 타인종 효과가 예시로 등장한다.

## 요인
타인종 효과가 1914년에 처음 제시된 이후 타인종 효과가 나타나는 요인에 대한 여러 연구가 진행되었다. 처음 제시된 1914년 페인골드의 논문에서부터 언급된 후천적 경험 부족 및 사회적 노출 빈도수는 타인종 효과의 주된 요인으로 평가 받는다. 한 특정 인종이 타인종의 얼굴 사진을 보았을 때, 낯설거나 생소한 자극에 노출되었을 경우 증가하는 P3 요소 전위값이 증가하고 얼굴의 특징을 파악할 때 나오는 P2 요소 전위는 감소하지만, 다른 인종에 자주 노출된 유학생, 해외 노동자의 경우 타인종의 얼굴 사진을 보았을 때와 동일 인종의 얼굴을 보았을 때의 P3 요소 전위에 대한 유의미한 차이가 없었다.
또 다른 타인종 효과의 형성의 주요 요인으로는 발달 초기 단계에서의 경험이다. 타인종 효과가 나타나기 시작하는 연령은 유년기(0세에서 11세) 이후로, 12세 이후에 해외로 이주한 이민자는 12세 이전에 이민을 한 이민자에 비해 타인종 효과가 크게 나타났다. 문화에 따른 얼굴 처리 방식에 따라서도 타인종 효과가 나타나기도 한다. 서양인들이 얼굴을 인식할 때 분석적 사고 방식에 의해 눈에 집중하는 방면, 동아시아인은 사회적, 문화적 규범에 따라 눈이 아닌 얼굴의 중심부인 코에 더 집중하는데, 이는 인종에 관계없이 각 문화의 특성이 얼굴의 처리 및 인식이 달라질 수 있다는 가능성을 나타낸다.